# Bristol Rovers FC
Bristol Rovers FC är en engelsk professionell fotbollsklubb i Bristol, grundad 1883 under namnet Black Arabs FC.

## Historia

Klubbens ligaplaceringar från och med 1920.

Efter ett år ändrades namnet till Eastville Rovers FC och 1897 till Bristol Eastville Rovers FC innan de 1899 blev Bristol Rovers FC. Samma år blev de medlemmar av Southern League, som 1920 blev The Football Leagues Division 3 (södra). Där spelade de i mer än 30 år innan de nådde uppflyttning säsongen 1952/53. Det följdes av klubbens bästa period någonsin med som bäst två sjätteplaceringar i Division 2 1955/56 och 1958/59. För det mesta har dock klubben hört till de två lägsta divisionerna.
Efter att ha tillhört Football League i mer än 90 år slutade säsongen 2013/14 med nedflyttning till Football Conference. Nedflyttningen kom synnerligen olämpligt eftersom klubben hade långt framskridna planer på att bygga en ny arena. Sejouren i Football Conference blev dock bara ettårig eftersom man gick upp i League Two under säsongen 2014/15. Under säsongen 2015/16 slutade klubben på en tredje plats vilket innebar uppflyttning till League One.

## Meriter
- Vinnare division 3 södra: 1952/53
- Vinnare division 3: 1989/90
- Cupvinnare division 3: 1934/35
- Vinnare Southern League: 1904/05
- Vinnare Watney Cup: 1972

## Spelare

### Spelartrupp
| 1  | England | James Belshaw | 12 oktober 1990 | Harrogate Town (-21) |
| 31 | England | Jed Ward      | 5 maj 2003      | Bristol Rovers FC    |
| 33 | England | Matthew Cox   | 2 maj 2003      | Brentford (-23)      |
| 35 | England | Matt Hall     | 24 april 2003   | Southampton (-23)    |

| 3  | Skottland | Lewis Gordon  | 12 februari 2001 | Brentford (-22)           |
| 4  | England   | Josh Grant    | 11 oktober 1998  | Chelsea (-20)             |
| 5  | Wales     | James Wilson  | 26 februari 1989 | Plymouth Argyle (-23)     |
| 17 | England   | Connor Taylor | 25 oktober 2001  | Stoke City (-23)          |
| 20 | Irland    | Trevor Clarke | 26 mars 1998     | Rotherham United (-21)    |
| 25 | Frankrike | Tristan Crama | 8 november 2001  | Brentford (-23)           |
| 28 | England   | James Gibbons | 16 mars 1998     | Port Vale (-22)           |
| 30 | Wales     | Luca Hoole    | 2 juni 2002      | Bristol Rovers FC         |
| 32 | England   | George Friend | 19 oktober 1987  | Birmingham City (-23)     |
| 42 | England   | Jack Hunt     | 6 december 1990  | Sheffield Wednesday (-23) |

| 6  | England | Sam Finley      | 4 augusti 1992    | Fleetwood Town (-21)    |
| 8  | England | Grant Ward      | 5 december 1994   | Blackpool (-23)         |
| 11 | England | Luke Thomas     | 19 februari 1999  | Barnsley (-23)          |
| 14 | England | Jordan Rossiter | 24 mars 1997      | Fleetwood Town (-22)    |
| 15 | England | Ryan Woods      | 13 december 1993  | Hull City (-23)         |
| 19 | England | Harvey Vale     | 11 september 2003 | Chelsea (-23)           |
| 21 | England | Antony Evans    | 23 september 1998 | Paderborn (-21)         |
| 23 | England | Luke McCormick  | 21 januari 1999   | Wimbledon (-22)         |
| 34 | England | Jerry Lawrence  | 5 mars 2005       | Bristol Rovers FC       |
| 44 | England | Ryan Jones      | 23 maj 2002       | Weston-Super-Mare (-20) |

| 7  | England | Scott Sinclair    | 25 mars 1989    | Preston North End (-22)   |
| 9  | England | John Marquis      | 16 maj 1992     | Lincoln City (-22)        |
| 10 | Wales   | Aaron Collins     | 27 maj 1997     | Forest Green Rovers (-21) |
| 20 | Jamaica | Jevani Brown      | 16 oktober 1994 | Exeter City (-23)         |
| 27 | England | Harvey Greenslade | 8 april 2004    | Bristol Rovers FC         |

Not: Spelare i kursiv stil är inlånade.

### Utlånade spelare
| Nr | Land  | Pos | Namn                                          |
| -- | ----- | --- | --------------------------------------------- |
| 2  | Wales | F   | James Connolly (i Morecambe till 31 maj 2024) |